# La bestia del reino
La bestia del reino (en inglés, Jabberwocky) es una película fantástica británica de Terry Gilliam inspirada en el poema Jabberwocky de Lewis Carroll estrenada en 1977. Fue el primer largometraje en solitario de Terry Gilliam, tanto que Jabberwocky fue presentado en su estreno como Monty Python's Jabberwocky. Posteriormente, los productores vieron como se prohibía la utilización del nombre de los Monty Python.
Terry Gilliam utiliza aquí numerosos elementos que muy presentes en sus obras posteriores, tanto en el fondo como en la forma. El lado miserable y oscuro del Reino recuerda al mundo de Brazil. Por lo tanto, el humor está muy impregnado en el espíritu de los Monty Python, y la mitad del grupo tiene un papel importante en la película.

## Argumento
Jabberwock, bestia inmunda, hace estragos en el reino de Bruno el Contestable y este promete la mano de su hija a quien consiga matar al monstruo. Una simple campesino, Dennis Cooper (Michael Palin) se ve con posibilidades de matar a la bestia.

## Reparto
- Michael Palin (Dennis Cooper)
- Harry H. Corbett (Chaperon, Ethel)
- John Le Mesurier (Passelewe)
- Warren Mitchell (Mr Fishfinger)
- Max Wall (Rey Bruno)
- Rodney Bewes (un encapuchado)
- John Bird (Primer heraldo)
- Bernard Bresslaw (Hostalero)
- Antony Carrick (Tercer mercader)
- Peter Cellier (Primer mercader)
- Deborah Fallender (Princesa)
- Derek Francis (Obispo)
- Terry Gilliam (Hombre en la roca)
- Neil Innes (Segundo heraldo)
- Terry Jones (Cazador furtivo)
- Bryan Pringle (Guardia de la segunda puerta)
- Frank Williams (Segundo mercader)
- Glenn Williams (Segundo guardia de la puerta)
- Simon Williams (Príncipe)
- Annette Badland (Griselda Fishfinger)
- Kenneth Colley (Primer fanático)
- Brenda Cowling (Mrs Fishfinger)
- Graham Crowden (Jefe de los fanáticos)
- Paul Curran (Mr Cooper Senior)
- Alexandra Dane (Betsy)
- Jerold Wells (Wat Dabney)
- Roy Evans (Ratman)
- Gorden Kaye (Germana Jessica)
- Sheridan Earl Russel (Kevin Fishfinger)
- Hilary Sesta (Scrubber)
- George Silver (Jefe de los bandidos)
- Terry English (Bandido)

## Producción
El rodaje se realizó en Gales. Aparecen dos castillos de la región: Pembroke Castle y Chepstow Castle. La batalla de Jabberwocky se filmó en la antigua cantera de piedra de Pembroke.
El film es cercano al estilo cómico de Los caballeros de la mesa cuadrada, que Gilliam codirigió. Además de Palin, Terry Jones y el colaborador de los Python Neil Innes aparecen en esta película, dándole una sensación de Pythonesco, con muchas escenas (como el torneo justas "hide and seek" ) que recuerdan a la mesa cuadrada.

### Monstruo

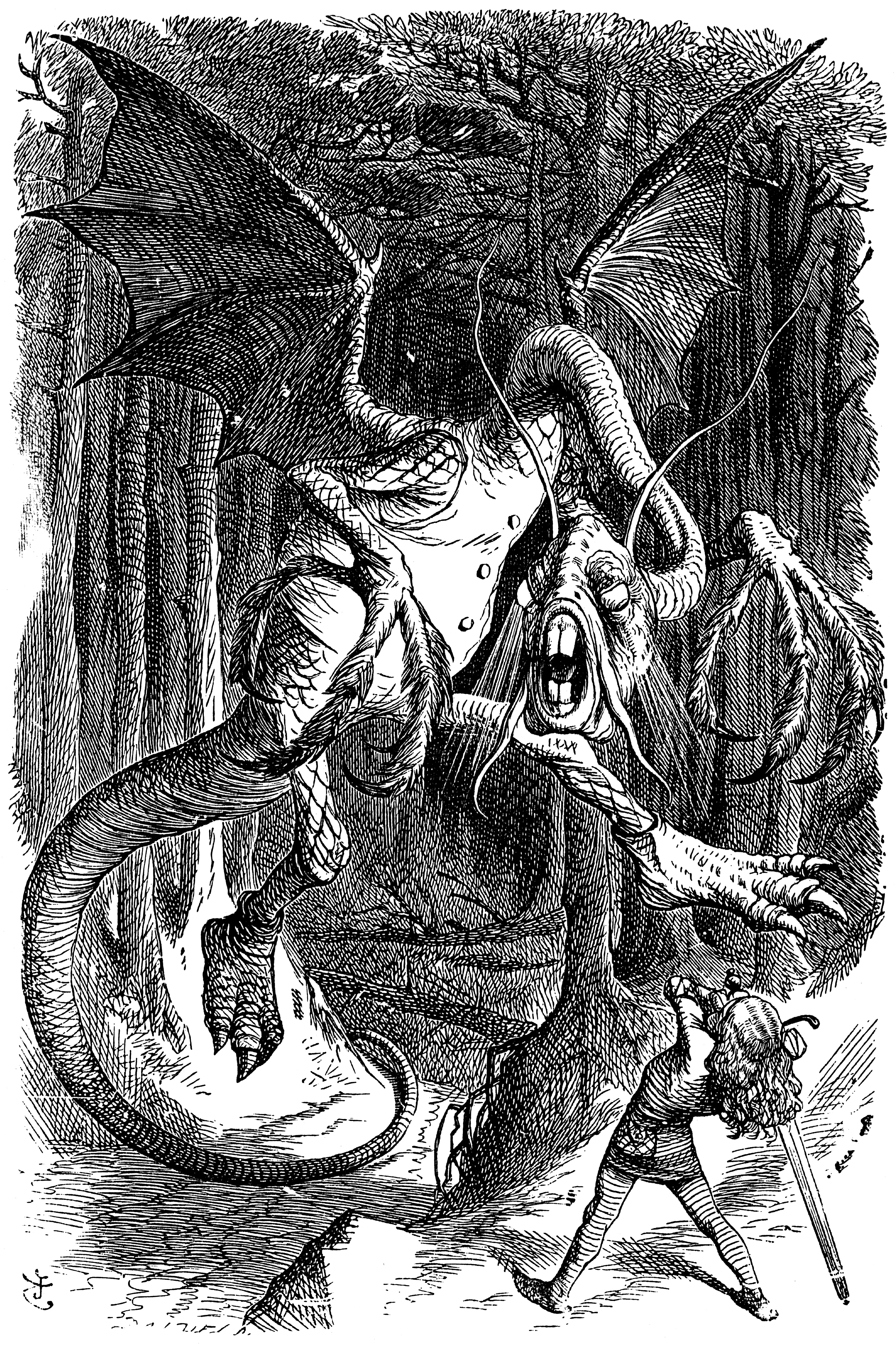
The Jabberwock, ilustración de John Tenniel para el libro de Lewis Carroll Through the Looking-Glass, donde se incluye el poema

El Jabberwock es un hombre disfrazado similar a los efectos de la película clásica japonesa  Godzilla . Para recrear al monstruo ilustrado del libro de cuentos del siglo XIX, el disfraz está diseñado para ser usado por un hombre que camina hacia atrás. Las articulaciones de la cadera y la rodilla están invertidas, lo que le da un aspecto de pájaro. La cabeza del actor está oculta dentro del torso del monstruo. La gran cabeza de marioneta en un cuello serpentino está controlada por un poste y líneas fuera de la pantalla, que son visibles en la impresión. Tiene largas garras parecidas a pájaros se extienden desde los tacones de sus zapatos y sus brazos se convierten en las alas del Jabberwock. La velocidad de la película se altera en algunas escenas para ralentizar los movimientos del monstruo y los ángulos de la cámara manipulan la perspectiva en escenas con actores en vivo para representar el inmenso tamaño del monstruo. El director Terry Gilliam, durante el comentario del DVD, declaró que 'Death Fall' de Jabberwock se produjo accidentalmente cuando el actor tropezó durante el rodaje, pero debido a que la caída fue tan natural que se utilizó en la impresión final.

## Respuesta de la crítica
Jabberwocky recibió una respuesta ambivalente de los críticos. Vincent Canby del The New York Times escribió una crítica positiva, diciendo de ella que era "la comedia británica más maravillosamente demente que ha aparecido desde Monty Python y The Holy Grail, en la que  Jabberwocky  es una especie de hijastro." Variety fue un poco más tibio, elogiando al monstruo como "inspirado imaginación oscura", pero en última instancia describiendo la película como "larga en parloteo pero corta en bromas".